# Élections européennes de 1984
Les élections européennes de 1984 ont lieu du 14 au 17 juin 1984 afin d'élire les 434 députés européens représentant les dix États membres de la Communauté économique européenne au sein du Parlement européen.
Il s'agit des deuxièmes élections européennes au suffrage universel direct pour le Parlement européen.

## Répartition des sièges par pays
- Allemagne de l'Ouest : 81 sièges
- Belgique : 24
- Danemark : 16
- France : 81
- Irlande : 15
- Italie : 81
- Luxembourg : 6
- Pays-Bas : 25
- Royaume-Uni : 81
- Grèce : 24

Le 1er janvier 1986, l'Espagne et le Portugal rejoignent la CEE. Des élections européennes partielles y sont organisées :
- Espagne : 60 sièges
- Portugal : 24

## Résultats
| Groupe | Groupe | Mené par                                                                  | Sièges |
| ------ | ------ | ------------------------------------------------------------------------- | ------ |
|        | SOC    | Rudi Arndt                                                                | 130    |
|        | PPE    | Egon Klepsch                                                              | 110    |
|        | DE     | Henry Plumb                                                               | 50     |
|        | COM    | Gianni Cervetti (it)                                                      | 41     |
|        | DL     | Simone Veil                                                               | 31     |
|        | RDE    | Christian de La Malène                                                    | 29     |
|        | ARC    | Else Hammerich, Jaak Vandemeulebroucke, Bram van der Lek (en), Paul Staes | 20     |
|        | DE     | Jean-Marie Le Pen                                                         | 16     |
|        | NI     |                                                                           | 7      |
| Total  | Total  | Total                                                                     | 434    |

| GroupePays                     | SOC | PPE | DE | COM | DL | RDE | ARC | DE | NI | Députés | Partici- pation |
| ------------------------------ | --- | --- | -- | --- | -- | --- | --- | -- | -- | ------- | --------------- |
| Allemagne de l'Ouest (détails) | 33  | 41  |    |     |    |     | 7   |    |    | 81      | 56,8 %          |
| Belgique (détails)             | 7   | 6   |    |     | 5  |     | 4   |    | 2  | 24      | 92,1 %          |
| Danemark (détails)             | 4   | 1   | 4  | 1   | 2  |     | 4   |    |    | 16      | 52,4 %          |
| France (détails)               | 20  | 9   |    | 10  | 12 | 20  |     | 10 |    | 81      | 56,7 %          |
| Grèce (détails)                | 10  | 9   |    | 4   |    |     |     | 1  |    | 24      | 80,6 %          |
| Irlande (détails)              |     | 6   |    |     | 1  | 8   |     |    |    | 15      | 47,6 %          |
| Italie (détails)               | 12  | 27  |    | 26  | 5  |     | 3   | 5  | 3  | 81      | 82,5 %          |
| Luxembourg (détails)           | 2   | 3   |    |     | 1  |     |     |    |    | 6       | 88,8 %          |
| Pays-Bas (détails)             | 9   | 8   |    |     | 5  |     | 2   |    | 1  | 25      | 50,9 %          |
| Royaume-Uni (détails)          | 33  |     | 46 |     |    | 1   |     |    | 1  | 81      | 32,6 %          |
| Total                          | 130 | 110 | 50 | 41  | 31 | 29  | 20  | 16 | 7  | 434     | 59 %            |

Groupes parlementaires par pays

### Après les élections partielles de 1987
| Parti        | Sièges |
| ------------ | ------ |
| GUE/NGL      | 47     |
| PSE          | 164    |
| Verts        | 10     |
| ALE          | 10     |
| ELDR         | 50     |
| PPE/DE       | 183    |
| UEN          | 47     |
| DE           | 17     |
| Non inscrits | 7      |